# Stellaria strongylosepala
Stellaria strongylosepala är en nejlikväxtart som beskrevs av Hand.-mazz. Stellaria strongylosepala ingår i släktet stjärnblommor, och familjen nejlikväxter. Inga underarter finns listade i Catalogue of Life.